# Bibi (chanteuse)
 (août 2025).
Si vous disposez d'ouvrages ou d'articles de référence ou si vous connaissez des sites web de qualité traitant du thème abordé ici, merci de compléter l'article en donnant les références utiles à sa vérifiabilité et en les liant à la section « Notes et références ».
Bibi, de son vrai nom Kim Hyeong-seo (en Coréen: 김형서), née le 27 septembre 1998 à Ulsan (Corée du sud), est une auteure-compositrice-interprète de R&B sud-coréenne.
Elle commence sa carrière solo en 2017 en signant un contrat avec le label et agence Feel Ghood Music. 
Elle sort son premier album studio intitulé Lowlife Princess: Noir le 18 novembre 2022 (7e place du Circle Chart).